# Aston Martin 2-Litre Sports

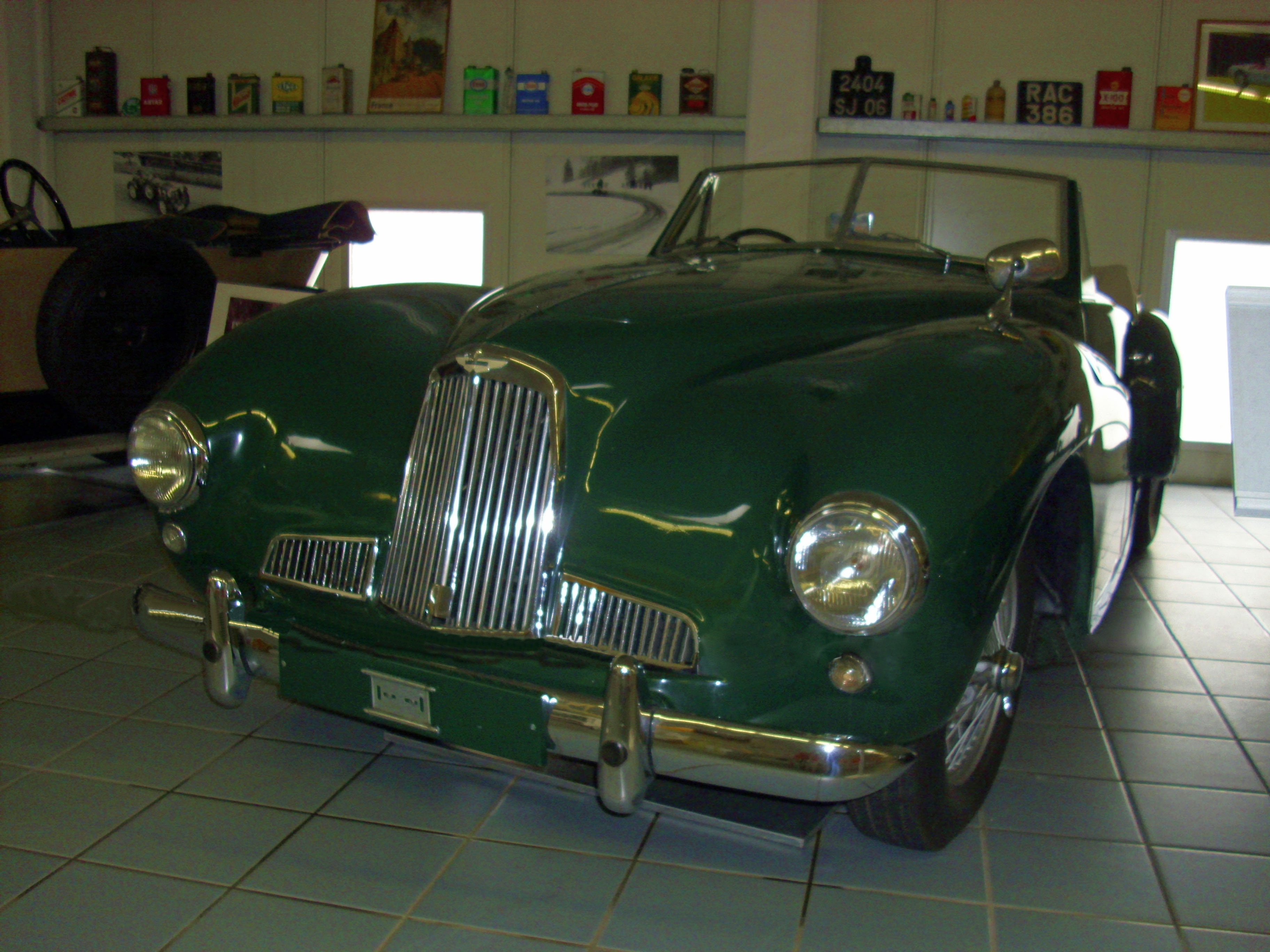
Aston Martin 2-Litre Sports (1950).

El Aston Martin 2-Litre Sports es un automóvil deportivo que fue producido por la marca británica Aston Martin entre 1948 y 1950. Fue el primer modelo de la empresa producido bajo la dirección de David Brown, y fue conocido también como Aston Martin DB1, tras la presentación de su sucesor en 1950, el Aston Martin DB2.

## Desarrollo
El 2-Litre Sports estaba basado en el prototipo "Atom" y fue presentado en el Salón del Automóvil de Londres en 1948. El Atom era un proyecto que Aston Martin desarrolló durante la Segunda Guerra Mundial. Su chasis de estructura tubular y el motor de cuatro cilindros con 2,0 L fueron desarrollados por Claude Hill. Poco después de que David Brown comprase Aston Martin, la construcción comenzó sobre una versión modernizada. Este prototipo entró en una carrera de 24 Horas en Spa en 1948, como una forma de probar su durabilidad, y ganó la carrera con pilotos como St. John Horsfall y Leslie Johnson. El automóvil de Spa fue reconstruido y mostrado en el Salón del Automóvil de Londres, como un ejemplar de la nueva serie "Spa Réplica" para la venta pública, pero no había personas interesadas. El único automóvil de Spa permaneció en el Dutch Motor Museum. En 2006 volvió al Reino Unido para ser íntegramente restaurado.
Junto con el automóvil de Spa, Brown dirigió Aston Martin para construir un roadster de 2 plazas con una carrocería más convencional; el 2-Litre Sports, para ser mostrado en el Salón del Automóvil de Londres. Este 2-Litre Sports, como el nombre sugería, tenía el motor 2.0 L de Claude Hill. Este motor de 90 CV conseguía propulsar este vehículo pequeño y ligero hasta los 150 km/h (93 mph).

## Producción
Entre 1948 y 1950 solamente fueron producidas 16 unidades de este modelo. Tras la presentación de su sucesor en 1950, el Aston Martin DB2 (con un motor Lagonda de 6 cilindros en línea), sólo habían sido producidos 12 automóviles. Sin embargo, ya que el DB2 tenía capota rígida y algunos clientes querían un descapotable, las unidades número 13, 14 y 15 fueron construidas por encargo.

## Especificaciones
| Ficha técnica      | Aston Martin 2-Litre Sports                           |
| Motor              | 4 cilindros en línea OHV, 2 válvulas por cilindro.    |
| Cilindrada         | 1.970 centímetros cúbicos.                            |
| Diámetro y carrera | 85 x 92 mm.                                           |
| Alimentación       | 2 carburadores SU.                                    |
| Potencia máxima    | 90 CV a 4750 rpm.                                     |
| Par máximo         | 183 Nm a 3000 rpm.                                    |
| Transmisión        | Caja de cambios David Brown manual de 4 velocidades.  |
| Ruedas             | Delanteras y traseras: neumáticos 5.75 x 16.          |
| Frenos             | Frenos de tambor Girling hidráulicos en las 4 ruedas. |
| Velocidad máxima   | 155 km/h (96 mph).                                    |